# آهنگر مقدس
آهنگر مقدس (ژاپنی: 聖剣せいけんの刀鍛冶ブラックスミス هپبورن: Seiken no Burakkusumisu) یک سری لایت ناول ژاپنی نوشته ایسائو میورا و طراحی شده به‌وسیلهٔ لونا است. این سری رمان به تعداد ۱۶ جلد توسط انتشارات مدیا فکتوری از نوامبر ۲۰۰۷ تا اوت ۲۰۱۳ به چاپ رسید. یک مجموعه مانگا نیز بر اساس این رمان به طراحی کوتارو یامادا تهیه شده‌است که از ۲۷ مارس ۲۰۰۹ تا ۲۷ ژانویه ۲۰۱۷ در ماهنامه کامیک الایو به چاپ می‌رسید. یک مجموعه تلویزیونی انیمه ۱۲ قسمتی نیز توسط استودیوی منگلوب و به کارگردانی ماسامیتسو هیداکا دستمایه اقتباس قرار گرفت که از اکتبر تا دسامبر ۲۰۰۹ پخش شده‌است.